# 메이슨 로크 윔즈

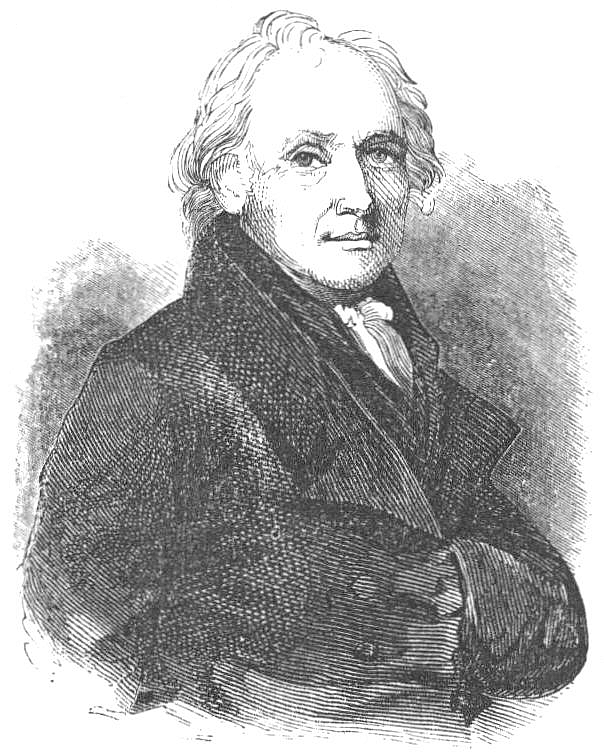
파슨 윔즈의 초상화

메이슨 로크 윔즈(Mason Locke Weems, 1759년 10월 11일 - 1825년 5월 23일)은 파슨 윔즈(Parson Weems)라고도 불린다. 미국 초대 대통령인 조지 워싱턴의 최초의 전기를 쓴 작가이다. 그가 워싱턴의 서거 이후 가장 먼저 전기를 씀으로 그의 저서는 전국의 베스트셀러가 되었다. 그의 전기는 워싱턴을 가장 숭고하고 존경하는 언어로 묘사하였으며, 체리 나무에 대한 일화로 유명하다.